# Halmstads landsfiskalsdistrikt
Halmstads landsfiskalsdistrikt var 1918-1941 ett landsfiskalsdistrikt i Hallands län, bildat när Sveriges indelning i landsfiskalsdistrikt trädde i kraft den 1 januari 1918, enligt beslut den 7 september 1917. Landsfiskalsdistriktet avskaffades den 1 oktober 1941 (genom kungörelsen 28 juni 1941) när Sverige fick en ny indelning av landsfiskalsdistrikt. Av dess ingående områden överfördes kommunerna Kinnared, Torup, Breared och Enslöv till det nybildade Oskarströms landsfiskalsdistrikt och kommunerna Snöstorp och Trönninge till Harplinge landsfiskalsdistrikt.
Landsfiskalsdistriktet låg under länsstyrelsen i Hallands län.

## Ingående områden
Kommunerna Enslöv och Torup var från en början delade mellan de två häraden Halmstad och Tönnersjö, men denna oregelbundenhet upphörde 1 januari 1929 för Torups landskommun (som helt fördes till Halmstads härad) och 1 januari 1938 för Enslövs landskommun (som helt fördes till Tönnersjö härad).

### Från 1918
Halmstads härad:
- Kinnareds landskommun

Tönnersjö härad
- Breareds landskommun
- Snöstorps landskommun
- Trönninge landskommun

Tönnersjö och Halmstads härader:
- Enslövs landskommun
- Torups landskommun

### Från 1929
Halmstads härad:
- Kinnareds landskommun
- Torups landskommun

Tönnersjö härad
- Breareds landskommun
- Snöstorps landskommun
- Trönninge landskommun

Tönnersjö och Halmstads härader:
- Enslövs landskommun

### Från 1938
Halmstads härad:
- Kinnareds landskommun
- Torups landskommun

Tönnersjö härad
- Breareds landskommun
- Enslövs landskommun
- Snöstorps landskommun
- Trönninge landskommun